# Striptease (film, 1996)
Pour les articles homonymes, voir Strip-tease.
Pour plus de détails, voir Fiche technique et Distribution.
Striptease est un film américain réalisé par Andrew Bergman, sorti en 1996.

## Synopsis
Coup sur coup, Erin Grant perd son travail et la garde de sa fille Angela, confiée à son ex-mari Darrell, ancien informateur du FBI devenu petit escroc instable. Pour gagner l'argent nécessaire à un procès en appel, elle accepte un travail de danseuse dans un club de strip-tease de Miami. David Dilbeck, un député du Congrès des États-Unis et client incognito du bar, la remarque et tombe sous son charme. Quand un autre client saoul monte sur la scène, le député lui assène un violent coup sur la tête. Jerry, un admirateur d'Erin, prend une photographie à ce moment.
Il tente de faire du chantage au député pour qu'il fasse pression sur le juge qui a décidé de donner la garde d'Angela au père. Il est retrouvé mort dans un lac par Al Garcia, qui se met à enquêter. Dans l'appartement de l'admirateur, de nombreuses photographies d'Erin sont affichées. Il interroge alors Erin, qui le met sur la voie du député et l’informe en même temps de sa situation par rapport à sa fille.
Le lendemain, Garcia retrouve Erin à son appartement pour lui annoncer que Darrell a été renvoyé du FBI puisque ces derniers trouvaient ses dernières informations inutiles. Mais il lui apprend également que le juge du procès a été retrouvé mort d’une attaque cardiaque, ce qui oblige Erin à attendre encore six mois supplémentaires pour le prochain rendez-vous au tribunal. Ne pouvant attendre plus longtemps, Erin se rend discrètement à la caravane de Rita, la sœur de Darrell, et profite d’un moment d’inattention de celle-ci pour emmener Angela chez elle. Sans savoir que David l’a suivie jusque chez elle avec son associé.
Un soir, au club de striptease, alors qu’Erin fait une danse sur scène, Angela assiste discrètement  à sa performance depuis les coulisses. Peu après, Erin court sous la pluie chercher sa voiture. Mais une fois à l’intérieur, elle est surprise par Darrell, qui s’était caché sur la banquette arrière. Celui-ci la menace avec un couteau sous la gorge pour la forcer à dire où se trouve Angela. Heureusement, Shad, le videur du club et ami d’Erin, parvient à la sauver en brisant le bras gauche. Secouée par cette agitation, Erin appelle la police et Darrell est arrêté pour quelques jours. En rentrant chez elle avec Angela, Erin découvre sur le seuil de sa porte d’entrée une enveloppe lui proposant de danser pour lui contre une importante somme d’argent.
Le soir, Erin se rend sur le bateau de David, accompagnée de Shad. Après sa prestation, il la rémunère 2 000 dollars. À la fin de la séance, il lui propose de revenir le lendemain pour 5 000 dollars. Lorsqu'elle sort, Malcolm Moldowsky, le bras droit du député, la menace pour l'empêcher de raconter sa soirée avec David.
Erin décide de régler cette affaire elle-même. Elle convoque la presse dans une raffinerie de sucre dans la soirée, puis rejoint David pour faire son numéro sans savoir que Darrell l’a suivie. Alors que David s’apprête à s’approcher d’elle, Darrell, qui avait entre-temps passé Malcolm à tabac avec un club de golf, débarque à la fin du show. À l'aide d'une arme à feu, elle le soustrait à ses gardes du corps et l'emmène à la raffinerie. Durant le trajet, Erin parvient non sans difficulté à obtenir sur papier l’accord de Darrell pour obtenir la garde exclusive d’Angela. David débarque à nouveau, saisit Erin à la gorge et celle-ci bluffe en lui faisant croire qu’elle est attirée par lui. Elle lui fait avouer son implication dans le meurtre de Jerry tout en l'enregistrant à son insu. Malcolm et les gardes du corps arrivent, ils s'apprêtent à la tuer, mais Shad intervient accompagné de Garcia qui suivait la piste. Grâce à un geste non prémédité de Darrell, les gardes du corps se retrouvent hors d'état de nuire et la presse arrive sur les lieux.
Grâce aux preuves, David et ses gardes du corps sont désormais arrêtés, tandis qu’Erin peut désormais reprendre une vie normale avec Angela.

## Fiche technique
- Titre : Striptease
- Réalisation : Andrew Bergman
- Histoire : Carl Hiaasen
- Scénario : Andrew Bergman, d'après le roman éponyme de Carl Hiaasen paru en 1993
- Producteurs : Mike Lobell et Andrew Bergman
- Producteur associé : Daneen Lagrone Conroy
- Producteur exécutif : Joseph Hartwick
- Musique : Howard Shore
- Photographie : Stephen Goldblatt
- Montage : Anne V. Coates
- Casting : John S. Lyons
- Concepteurs des décors : Mel Bourne (en)
- Directeur artistique : Elizabeth Lapp
- Décors : Leslie Bloom
- Costumes : Albert Wolsky
- Budget : 40 000 000 $
- Recettes : 113 309 743 $
- Société de production : Castle Rock Entertainment - Lobell/Bergman Productions
- Société de distribution : Columbia Pictures
- Pays d'origine :  États-Unis
- Langue : anglais
- Formats : 1.85 : 1, couleur Technicolor, 35 mm
- Son : Dolby Digital | SDDS
- Genre : drame, thriller
- Durée : 112 minutes
- Date de sortie : 
  - États-Unis : 28 juin 1996
  - France : 7 août 1996

## Distribution
- Demi Moore (VF : Anne Jolivet, VQ : Élise Bertrand) : Erin Grant
- Burt Reynolds (VF : Gérard Rinaldi, VQ : Jean Fontaine) : le député David Dilbeck
- Armand Assante (VF : François Siener, VQ : Jean-Marie Moncelet) : le lieutenant Al Garcia
- Ving Rhames (VF : Pascal Renwick, VQ : Patrick Peuvion) : Shad
- Robert Patrick (VF : Pierre Laurent, VQ : Pierre Auger) : Darrell Grant
- Paul Guilfoyle (VF : Vincent Grass, VQ : Vincent Davy) : Malcolm Moldovsky
- Jerry Grayson (en) (VF :  Jean-Pierre Moulin, VQ : Ronald France) : Orly
- Rumer Glenn Willis (VQ : Mélissa Hoffman) : Angela Grant
- Robert Stanton (VF : Eric Aubrahn, VQ : Stéphane Blanchette) : Erb Crandal
- William Hill (VQ : Jacques Brouillet) : Jerry Killian
- Stuart Pankin (VF : Gérard Boucaron, VQ : Alain Gélinas) : Alan Mordecai
- Dina Spybey : Monique, Jr.
- PaSean Wilson (VF : Annie Milon) : Sabrina Hepburn
- Pandora Peaks : Urbanna Sprawl
- Barbara Alyn Woods : Lorelei
- Kimberly Flynn : Ariel Sharon
- Rena Riffel : Tiffany
- Siobhan Fallon Hogan : Rita Grant
- Gary Basaraba : Alberto
- Matt Baron : Paul Guber
- Gianni Russo (VF : Patrick Messe) : Willy Rojo
- José Zúñiga (VF : Renaud Marx) : Chris Rojo

## Récompenses et distinctions
- Six Razzie Awards en 1996 : pire film, pire actrice, pire couple à l'écran, pire réalisateur, pire scénario et pire chanson originale.